# ورای ستارگان
ورای ستارگان (انگلیسی: Beyond the Stars) یک فیلم درام آمریکایی است که در سال ۱۹۸۹ منتشر شد.

## بازیگران
- کریستین اسلیتر
- مارتین شین
- رابرت فاکسوورث
- شارون استون
- اُلیویا دابو
- اف. موری آبراهام
- دان اس. دیویس
- بَـبز چولا